# 迈克尔·弗赖伯格
迈克尔·弗赖伯格（英語：Michael Freiberg，1990年10月10日—），澳大利亚男子自行车运动员。他曾代表澳大利亚参加2010年英联邦运动会自行车比赛，获得男子团体追逐赛金牌和男子捕捉赛银牌。